# Raionul Romnî, Sumî
Romnî (în ucraineană Роменський район, transliterat: Romenskîi raion) este un raion în regiunea Sumî, Ucraina. Are reședința la Romnî.
Are o suprafață de 3.882,7 km². Populația este de 113.700 locuitori, determinată în 2020.